# Tuuli Tomingas
Tuuli Tomingas (Tallinn, 4 gennaio 1995) è una biatleta estone.

## Biografia
In Coppa del Mondo ha esordito il 13 marzo 2014 a Kontiolahti con un 81º posto nella sprint e ha ottenuto i suoi primi punti il 17 gennaio 2019 a Ruhpolding (31ª nella sprint). Ha debuttato ai campionati mondiali ad Östersund 2019 piazzandosi 50ª nella sprint, 28ª nell'inseguimento, 25ª nell'individuale, 12ª nella staffetta e 11ª nella staffetta mista individuale; nell'edizione seguente di Anterselva 2020 è stata 75ª nella sprint e 78ª nell'individuale. L'anno dopo ai Mondiali di Pokljuka 2021 si è classificata 45ª nella sprint, 59ª nell'inseguimento, 75ª nell'individuale, 17ª nella staffetta e 19ª nella staffetta mista. Ha esordito ai Giochi olimpici invernali a Pechino 2022 giungendo 33ª nella sprint, 49ª nell'inseguimento, 43ª nell'individuale, 15ª nella staffetta e 16ª nella staffetta mista. Ai Mondiali di Oberhof 2023 si è posizionata 40ª nella sprint, 34ª nell'inseguimento, 6ª nell'individuale, 20ª nella partenza in linea, 10ª nella staffetta, 15ª nella staffetta mista e 9ª nella staffetta mista individuale, a quelli di Nové Město na Moravě 2024 si è piazzata 24ª nella sprint, 10ª nell'inseguimento, 8ª nella partenza in linea, 4ª nella staffetta, 12ª nella staffetta mista e non ha completato l'individuale e a quelli di Lenzerheide 2025 è stata 32ª nella sprint, 20ª nell'inseguimento, 7ª nell'individuale, 9ª nella partenza in linea e 10ª nella staffetta.

## Palmarès

### Europei juniores
- 2 medaglie:
  - 1 oro (sprint a Nové Město na Moravě 2014)
  - 1 bronzo (staffetta mista a Nové Město na Moravě 2014)

### Coppa del Mondo
- Miglior piazzamento in classifica generale: 23ª nel 2024